# Gillet
Gillet é uma construtora de automóveis belga fundada em 1994 pelo ex-piloto de corridas Tony Gillet. A empresa produziu o modelo Vertigo coupé com um motor Alfa Romeo V6 de 3,0 litros.
O primeiro protótipo do Vertigo foi concluído em 1991 e apresentado no 71º Bruxelas Auto Show em janeiro de 1992. Nos dois anos seguintes o carro foi concluído e começou a ser vendido. Foi apresentado nos salões de Genebra e Paris em 1993.
Mais dois modelos foram construídos: um protótipo para finalizar o design e o primeiro carro de linha, utilizado para certificação, incluindo testes de colisão frontal e cintos de segurança. O Vertigo de produção diferencia-se do protótipo de 1991 em materiais e design. Seu chassi tornou-se de fibra de carbono (semelhante a carros de F1), assegurando maiores resistência e rigidez.
As janelas ficaram maiores e os faróis se tornaram retráteis. O primeiro carro foi vendido a Philippe Streiff, ex-piloto de Fórmula Um francês, que ficou deficiente após colisão em testes no ano de 1989. Até 2008 já foram vendidos 25 modelos do Gillet Vertigo.